# New Jersey Nets 1978-1979
La stagione 1978-79 dei New Jersey Nets fu la 3ª nella NBA per la franchigia.
I New Jersey Nets arrivarono terzi nella Atlantic Division della Eastern Conference con un record di 37-45. Nei play-off persero al primo turno con i Philadelphia 76ers (2-0).

## Roster
| N° | Naz.                   | Ruolo | Sportivo            | Anno | Alt. | Peso |
| -- | ---------------------- | ----- | ------------------- | ---- | ---- | ---- |
| 14 | Stati Uniti (bandiera) | G     | Eric Money          | 1955 | 183  | 77   |
| 15 | Stati Uniti (bandiera) | G     | Eddie Jordan        | 1955 | 185  | 77   |
| 17 | Stati Uniti (bandiera) | AC    | Phil Jackson        | 1945 | 203  | 100  |
| 20 | Stati Uniti (bandiera) | GA    | Jan van Breda Kolff | 1951 | 201  | 88   |
| 21 | Stati Uniti (bandiera) | AC    | Tim Bassett         | 1951 | 203  | 102  |
| 22 | Stati Uniti (bandiera) | A     | Bernard King        | 1956 | 201  | 93   |
| 23 | Stati Uniti (bandiera) | G     | John Williamson     | 1951 | 188  | 84   |
| 30 | Stati Uniti (bandiera) | G     | Al Skinner          | 1952 | 191  | 86   |
| 34 | Stati Uniti (bandiera) | GA    | Winford Boynes      | 1957 | 198  | 84   |
| 40 | Stati Uniti (bandiera) | AC    | Harvey Catchings    | 1951 | 206  | 99   |
| 42 | Stati Uniti (bandiera) | AC    | Wilson Washington   | 1955 | 206  | 103  |
| 44 | Stati Uniti (bandiera) | GA    | Ralph Simpson       | 1949 | 196  | 91   |
| 52 | Stati Uniti (bandiera) | AC    | George T. Johnson   | 1948 | 211  | 93   |
| 54 | Stati Uniti (bandiera) | AC    | Bob Elliott         | 1955 | 206  | 102  |

## Staff tecnico
- Allenatore: Kevin Loughery
- Vice-allenatori: Phil Jackson, Dave Wohl